# جانت نولان
جانت نولان (انگلیسی: Jeanette Nolan؛ ۳۰ دسامبر ۱۹۱۱ – ۵ ژوئن ۱۹۹۸) هنرپیشه اهل ایالات متحده آمریکا بود.
از فیلم‌هایی که وی در آن نقش داشته است، می‌توان به نجات‌دهندگان، روباه و سگ شکاری، مردی که لیبرتی والانس را کشت، ماجرای مرموز و پرالتهاب، تعقیب بزرگ، اعترافات واقعی، ستایش از یک مرد بد و نجواگر اسب اشاره کرد.